# Oggi otto Music Shampoo
『oggi otto Music Shampoo』（オッジィオット ミュージック シャンプー）はJFN系列にて放送されていたラジオ番組。
番組開始時はFM大阪制作だったが、2023年4月よりTOKYO FM制作に移行した。

## 番組概要
2015年から2021年1月まで放送されていた『oggi otto presents chay Heart Station』の事実上の後番組。
「日曜日の髪と心に素敵な魔法をかける」をコンセプトに毎週1組のアーティストをピックアップし、そのアーティストが残した名言や名曲、ライフスタイルや言葉についてフォーカスしていく番組。
『chay Heart Station』ではFM OSAKA・TOKYO FM・FM AICHI・FM FUKUOKAの4局ネットに対し、当番組はJFN38局ネットで放送されていた。
2025年3月30日を以って、番組の放送を終了。2021年から4年、前身番組「chay Heart Station」からのスポンサーも含め、約10年の歴史に幕を下ろす事となった。

## パーソナリティ
- 長野美郷（2024年4月7日 - 2025年3月30日）[4]

### 過去
- chay（2021年2月7日 - 2022年3月27日）
- 実咲凜音（2022年4月3日 - 2024年3月10日[5]）[6]
- 濱田めぐみ（2022年4月10日 - 2024年3月31日[7]）[6]

## ネット局
| 放送地域 | 放送局                          |
| -------- | ------------------------------- |
| 東京都   | TOKYO FM ※2023年4月以降の制作局 |
| 大阪府   | FM大阪 ※2023年3月までの制作局   |
| 北海道   | AIR-G'                          |
| 青森県   | AFB                             |
| 岩手県   | FM IWATE                        |
| 宮城県   | Date fm                         |
| 秋田県   | AFM                             |
| 山形県   | Rhythm station                  |
| 福島県   | ふくしまFM                      |
| 栃木県   | RADIO BERRY                     |
| 群馬県   | FMぐんま                        |
| 新潟県   | FM-NIIGATA                      |
| 長野県   | FM長野                          |
| 富山県   | FMとやま                        |
| 石川県   | HELLO FIVE                      |
| 福井県   | FM福井                          |
| 岐阜県   | FM GIFU                         |
| 静岡県   | K-mix                           |
| 愛知県   | FM AICHI                        |

| 放送地域       | 放送局                  |
| -------------- | ----------------------- |
| 三重県         | レディオキューブ FM三重 |
| 滋賀県         | e-radio                 |
| 兵庫県         | Kiss FM KOBE            |
| 鳥取県・島根県 | V-air                   |
| 岡山県         | FM岡山                  |
| 広島県         | HFM                     |
| 山口県         | FMY                     |
| 徳島県         | FM徳島                  |
| 香川県         | FM香川                  |
| 愛媛県         | JOEU-FM                 |
| 高知県         | Hi-Six                  |
| 福岡県         | FM FUKUOKA              |
| 佐賀県         | FMS                     |
| 長崎県         | FM Nagasaki             |
| 熊本県         | FMK                     |
| 大分県         | Air-Radio FM88          |
| 宮崎県         | JOY FM                  |
| 鹿児島県       | μFM                     |
| 沖縄県         | FM沖縄                  |

## 特集したアーティスト
| 2021年 | 2021年 | 2021年               |
| 放送日 | 放送日 | アーティスト名       |
| ------ | ------ | -------------------- |
| 2月    | 7日    | ジョン・レノン       |
| 2月    | 14日   | キャロル・キング     |
| 2月    | 21日   | 松任谷由実           |
| 2月    | 28日   | エド・シーラン       |
| 3月    | 7日    | シンディ・ローパー   |
| 3月    | 14日   | マルーン5            |
| 3月    | 21日   | セリーヌ・ディオン   |
| 3月    | 28日   | テイラー・スウィフト |
| 4月    | 4日    |                      |
| 4月    | 11日   |                      |
| 4月    | 18日   |                      |
| 4月    | 25日   |                      |
| 5月    | 2日    |                      |
| 5月    | 9日    |                      |
| 5月    | 16日   |                      |
| 5月    | 23日   |                      |
| 5月    | 30日   |                      |
| 6月    | 6日    |                      |
| 6月    | 13日   |                      |
| 6月    | 20日   |                      |
| 6月    | 27日   |                      |

## 番組コーナー
Beauty Information
月替りで人気サロンの美容師が出演し、ヘアケアやトレンドについて紹介。